# Referenda over de vlag van Nieuw-Zeeland
Tijdens november en december 2015 en in maart 2016 werden door de Nieuw-Zeelandse regering twee referenda over de vlag van Nieuw-Zeeland gehouden, wat resulteerde in het behoud van de huidige vlag van Nieuw-Zeeland.
Kort na de aankondiging van het referendum bespraken de partijleiders de ontwerpwetgeving en selecteerden ze kandidaten voor een vlaggencommissie. Het doel van deze groep was om het proces bekend te maken, inzendingen en suggesties van het publiek te verzamelen en te beslissen over een definitieve shortlist van opties. Open consultatie en ontwerpverzoeken leverden 10.292 ontwerpsuggesties op van het publiek. Deze lijst van ontwerpen werd later teruggebracht tot een longlist van 40 ontwerpen en vervolgens tot een shortlist van vier ontwerpen, waartussen gekozen kon worden bij het eerste referendum. Na een petitie werd de shortlist later uitgebreid met een vijfde ontwerp.

## Eerste referendum
Het eerste referendum vond plaats tussen 20 november en 11 december 2015 en vroeg: "Als de vlag van Nieuw-Zeeland verandert, welke vlag heeft uw voorkeur?" Kiezers kregen verschillende opties aangeboden die waren geselecteerd door de vlaggencommissie. De zwart, wit en blauwzilveren varenvlag van Kyle Lockwood ging hieruit door naar het tweede referendum.

Optie A: Vlag van Kyle Lockwood
Optie B: Vlag van Aaron Dustin
Optie C: Vlag van Andrew Fyfe
Optie D: Vlag van Alofi Kanter
Optie E: Vlag van Kyle Lockwood

## Tweede referendum
Het tweede referendum vond plaats tussen 3 en 24 maart 2016 en vroeg de kiezers om te kiezen tussen het geselecteerde alternatief van Lockwood en de bestaande Nieuw-Zeelandse vlag. Hierbij werd besloten om de huidige vlag te behouden.

Optie 1: Implementatie van de nieuwe vlag van Kyle Lockwood
Optie 2: Behoud van de bestaande vlag